# Marta García Martín
Marta García Martín (El Prat de Llobregat, 13 de julio de 2000) es una ajedrecista española. En 2019, logró el título de Maestro Internacional otorgado por la Federación Internacional de Ajedrez (FIDE). Pertenece al equipo CEX Xeraco de Jaraco, en Valencia. Fue la 3ª jugadora española en el ranking FIDE en agosto de 2022. El 18 de agosto de 2022 se proclamó Campeona de España de ajedrez en categoría femenina.